# 田为勇
田为勇（1963年8月—），男，汉族，江苏扬州人，中华人民共和国政治人物。现任中华人民共和国生态环境部核安全总工程师。